# Катастрофа Boeing 727 под Тегусигальпой
Катастрофа Boeing 727 под Тегусигальпой — крупная авиакатастрофа, произошедшая утром в субботу 21 октября 1989 года в окрестностях Тегусигальпы. Boeing 727—224, компании TAN-SAHSA, следовавший по маршруту Сан-Хосе—Манагуа—Тегусигальпа разбился в горах при посадке в аэропорту Тонконтин в результате чего погиб 131 человек из 146 находившихся на борту. Крупнейшая авиакатастрофа в Центральной Америке.

## Самолёт
Катастрофа Boeing 727 под Тегусигальпой
Boeing 727—224 с бортовым номером N88705 (заводской — 19514, серийный — 597) был выпущен в 1968 году, свой первый полёт совершил 21 июня и 1 июля передан североамериканской Continental Airlines. Во второй половине 1980-х авиалайнер был сдан в лизинг гондурасской TAN-SAHSA.

## Катастрофа
Авиалайнер выполнял рейс SH414 из Сан-Хосе в Тегусигальпу с промежуточной посадкой в Манагуа. До подхода к завершающей остановке полёт прошёл без замечаний. На борту находились 8 членов экипажа (34-летний командир Рауль Аргета (исп. Raúl Argueta), 26-летний второй пилот Рениеро Каналес (исп. Reiniero Canales), бортинженер Марко Фигероа (исп. Marco Figueroa) и 5 бортпроводников), а также 138 пассажиров. Известно, что среди них были 15 граждан США.
Установив связь с диспетчером подхода, экипаж получил указание, что посадка будет осуществляться на полосу 01. Аэропорт Тонконтин города Тегусигальпа окружён горами и заход на посадку включает себя три поэтапных снижения, начиная с высоты 7500 футов (2286 метров). При этом, по свидетельствам очевидцев, погодные условия были сложными. Однако, находясь в 11 милях (20,1 километра) от аэропорта на высоте 7600 футов (2316 метров), экипаж начал непрерывно снижаться по направлению к аэропорту, идя теперь ниже установленной траектории. В 4,8 милях (8,9 километра) от торца полосы летящий на высоте 4800 футов (1463 метра) над уровнем моря Боинг в посадочной конфигурации врезался в гору Серро-де-Хула (Cerro de Hula) высотой около 5600 футов (1707 метров). От удара самолёт разорвало на три части, и он загорелся.
В катастрофе выжили 4 члена экипажа (все 3 пилота и 1 бортпроводник) и 11 пассажиров. Они в основном сидели в передней части, которая меньше всего пострадала при ударе. Остальные 131 человек (4 бортпроводника и 127 пассажиров) погибли. На 2019 год это крупнейшая авиакатастрофа на территории Гондураса и во всей Центральной Америке.

## Последствия
В Гондурасе и Никарагуа был объявлен национальный траур.
Все три пилота рейса 414 были привлечены к уголовной ответственности, однако, по имеющимся сведениям, процесс так и не был завершён.
Через 5 месяцев (21 марта 1990 года) на той же самой горе Серро-де-Хула при заходе на посадку разбился грузовой L-188CF Electra авиакомпании TAN-SAHSA Cargo, при этом погибли все 3 члена экипажа. Такие низкие показатели безопасности привели к тому, что авиакомпания начала испытывать финансовые трудности и в начале 1990-х была закрыта.